# Maks Pleteršnik
Maks Pleteršnik [máks pletêršnik], klasični filolog, slavist, slovenski učitelj, jezikoslovec, slovaropisec in prevajalec, * 3. december 1840, Pišece, † 13. september 1923, Pišece.
Po mnenju jezikoslovca Marka Jesenška je Maks Pleteršnik največji slovenski slovaropisec.

## Življenje
Rodil se je očetu učitelju Francu in materi Tereziji (rojena Hriber). Imel je še enega brata in dve sestri.

### Šolanje
Maks Pleteršnik je po končani ljudski šoli v Pišecah med leti 1851 in 1859 obiskoval gimnazijo v Celju (za zaključno prireditev ob maturi je napisal pesem), nato pa na Dunaju pri Bonitzu študiral klasično filologijo in pri Francu Miklošiču slavistiko. Temu je pomagal pri korekturah cerkvenoslovanskega slovarja Lexicon palaeoslovenico-graeco-latinum, emendatum auctum (1862–65), za kar se mu je Miklošič v predgovoru tudi zahvalil. Pleteršnik je v tem obdobju spoznal temeljna načela slovaropisnega dela. Študij je zaključil leta 1863, in sicer je bil izprašan iz latinščine, grščine ter slovenščine za poučevanje na šolah z nemškim, slovenskim ali srbohrvaškim učnim jezikom.

### Delo
Po maturi je bil nadomestni učitelj na več gimnazijah, poučeval je klasične jezike, nemščino in slovenščino (takrat le kot učni predmet) na gimnazijah v Mariboru (do leta 1864) ter kasneje v Celju. Istega leta, tj. 1865, je prejel dekret za Kranj, a že kmalu odšel v Gorico, kjer je ostal dve leti. Nato je od leta 1867 do leta 1871 poučeval v Trstu, nakar je odšel v Ljubljano, kjer se je prvič redno zaposlil, in tam ostal do upokojitve leta 1900. Po upokojitvi je veliko zahajal na domačijo v Pišece. Za 37 let profesorske službe je prejel odlikovanje, tj. viteški križec Franc-Jožefovega reda.
Dejaven je bil tudi kot prevajalec (npr. Slovo o polku Igorjeve (1866), Kaliforniske povesti (1876) in Špijonova usoda (1916)) ter pisec različnih prispevkov (pisal je predvsem razprave z antično tematiko, npr. Primere v Homerju in srbskih ljudskih pesmih (1865 v nemščini, 1873 v slovenščini), Sužnost pri starih Grkih (1877), Periklej (1877) in Prvi dnevi drugega triumvirata (1880)). V mladosti je podpiral ilirizem, se navduševal predvsem nad ruščino, ki bi lahko bila skupni slovanski jezik, o čemer je govoril v razpravi Naša prihodnost (1868), in poskušal v slovenskih izobražencih vzbuditi zanimanje za slovanstvo. Pomemben je tudi njegov prispevek o Jugoslovanih, tj. Slovencih, Hrvatih in Srbih, za knjigo Slovanstvo (1873), za kar je narisal tudi zemljevida v prilogi.  Krepko v pokoju se je leta 1913 popolnoma oddaljil od prvotnega ilirizma ter potrdil slovensko jezikovno in narodno samostojnost.
Sodeloval je pri nastajanju Wiesthalerjevega latinsko-slovenskega slovarja, ki je veljalo za eno največjih podjetij pred Slovarjem slovenskega knjižnega jezika, a je ta žal ostal nedokončan. Pleteršnik ga je vseskozi dopolnjeval in leta 1925 je izšla prva knjiga, vse drugo je ostalo v rokopisu do izida celotnega slovarja leta 2007. Bil je tudi soavtor Latinsko-slovenskega slovnika za tretji in četrti gimnazijski razred, po latinsko-nemškem J. A. Rožeka (1882).
Veliko se je posvečal delovanju Slovenske matice (od leta 1871 je bil v odseku za izdajanje šolskih knjig, med leti 1875 in 1876 je bil tudi urednik Letopisa ter sodeloval pri pripravi zbirke krajevnih imen), poleg tega je bil od leta 1874 v odboru Dramatičnega društva ter od leta 1899 dopisni član Jugoslovanske akademije znanosti in umetnosti v Zagrebu.

## Slovensko-nemški slovar
V zgodovino slovenskih jezikoslovcev se je Maks Pleteršnik zapisal zlasti kot zadnji urednik Slovensko-nemškega slovarja, ki ga lahko označimo za enega najpomembnejših leksikografskih dosežkov, saj je pripomogel k utrjevanju slovenščine in omogočil predstavo o tem, kakšno je (in je bilo) slovensko besedišče. Nadeli bi mu lahko celo poimenovanje vseslovenski slovar, ker je Pleteršnik v njem zajel besedno gradivo iz tiskanih in rokopisnih virov vseh slovenskih pokrajin oz. vseh knjižnih tradicij ter poleg tega vključil še približno 30 manjših, a obširnih besednih zbirk. Upravičeno si je že v tistem obdobju zaradi svojega obsega slovar prislužil ime tezaver.

## Počastitve, obeležja, poimenovanja in odlikovanja
Ob desetletnici Pleteršnikove smrti je Slovenska matica na njegovi hiši odkrila spominsko ploščo, ob 150-letnici njegovega rojstva pa so Pišečani tam postavili spominski steber. Pleteršnikova domačija je bila obnovljena leta 1994, ko so se v Krškem ob stoletnici slovarja tudi prvič zbrali slavisti v okviru Slavističnega društva Slovenije. Leto kasneje je bil v Pišecah prvi simpozij, okrogla miza o slovaropisju, od tega leta dalje pa se jezikoslovci v Pleteršnikovem rodnem kraju redno zbirajo na znanstvenih srečanjih in drugih prireditvah. Simpozije in po njih izšle zbornike je temeljito popisala Katarina Novak v diplomskem delu Pleteršnikov Slovensko-nemški slovar (2013).
Po njem nosi ime Osnovna šola Maksa Pleteršnika Pišece. Poleg viteškega križca je prejel tudi red sv. Save 3. stopnje. Po njem so poimenovane tri Pleteršnikove ulice, in sicer v Brežicah, Celju in Ljubljani.
Biografski roman o njem z naslovom Maks Pleteršnik: Teden s slovaropiscem je leta 2018 pri Celjski Mohorjevi družbi izdal Rudi Mlinar (COBISS). Leto kasneje je pri Zvezi društev slepih in slabovidnih Slovenije izšel tudi zvočni posnetek tega romana (COBISS).